# Die närrische Fabrik
Die närrische Fabrik ist der Titel eines stummen deutschen Kriminaldramas, das Harry Piel 1919 nach einem Drehbuch von Richard Hutter für die May-Film des Produzenten Joe May inszenierte. Der Film war Teil der “Joe Deebs” Detektiv-Filmreihe.
Den Meisterdetektiv Joe Deebs spielte Heinrich Schroth.

## Handlung
Närrisch an der Fabrik ist, dass darin künstliche Diamanten hergestellt werden sollen, um damit den Weltmarkt durcheinander zu bringen. Doch Joe Deebs kann das durch seinen Einsatz verhindern.

## Produktionsnotizen
Der Film war eine Produktion der May-Film-GmbH, die Dreharbeiten fanden von September bis Oktober 1918 statt. Die Innenaufnahmen wurden im Ufa-Union Atelier Berlin-Tempelhof, die Außenaufnahmen in der Umgebung von Berlin gedreht. Die Photographie besorgte Max Lutze.
Der Film lag im Februar 1919 der Polizei Berlin vor, die über ihn unter der Nummer 42860 ein Jugendverbot verhängte.
Am 16. Mai 1919 wurde er im Berliner U.T. (Union-Theater) Friedrichstraße als „Joe Deebs-Serie. IV“ uraufgeführt.
Das Kinoplakat für das U.T. (Union Theater) Friedrichstraße entwarf der deutsche Graphiker Henry Ehlers (1897–1988).
Die Reichsfilmzensur Berlin bestätigte am 19. August 1921 unter der Nummer B.03887 das Verbot für Jugendliche.

## Rezeption
Eine Ankündigung der Joe Deebs-Serie 1918/19 erschien im Kinematograph Düsseldorf Nr. 813 im Oktober 1918.
Der Film ist verzeichnet bei
- Birett, Verzeichnis in Deutschland gelaufener Filme, (München) No. 275, 1919 und (München) No. 453, 1919
- Lamprecht, Vol. 19 No. 239

„Bei der ‚Joe Deebs‘-Serie traf Piel mit der Vermengung von spannenden und komödiantischen Elementen den Zeitgeist und damit den Geschmack des Kino-Publikums. Er inszenierte mit Heinrich Schroth in der Hauptrolle mehrere Folgen, darunter ‚Die närrische Fabrik‘ (1919), in der es um künstliche Diamanten geht.“
Ein weiteres Kinoplakat für den Film entwarf der in Berlin wirkende rumänische Gebrauchsgraphiker Vintilă Antonescu.
„Das Plakat zeigt eine grafisch reduzierte Fabrik vor nächtlichem Himmel, vor dem eine Lokomotive und ein Motorrad um die Wette brausen. In dem in Grautönen gehaltenen Plakat wurden einige rote Akzente gesetzt: beim Feuer der Lokomotive, am Motor des Motorrads und am Übergang der Lokomotive zum Kohlentender.“
„Das von Vintilă Antonescu unter dem Pseudonym ‚Anto‘ gestaltete Plakat vermittelte wohl, was das zeitgenössische Publikum erlebte: ein Gefühl von Geschwindigkeit, Spannung, Dynamik, mit einem Schuss Geheimnis. Eine urbane und moderne Welt, schwer zu durchschauen.“

## Aufführung
Unter dem landessprachlichen Titel Harry v lázni (dt.: H. im Bad) lief „Die Närrische Fabrik“ auch in der Czechoslowakei. Im mährischen Brünn / Brno zeigte das Kino „Universum“, Nová 16 den Film vom 11. bis 14. Juli 1919.
Anmerkung: Die bei IMDb und murnaustiftung.de angegebene Spieldauer von 52 / 53 Minuten ist bei Tonfilmgeschwindigkeit gemessen. Spielt man den Film mit der zu seiner Entstehungszeit üblichen Geschwindigkeit von 18 BpS ab, läuft er rund 70 Minuten lang.